# Xystrosoma murinum
Xystrosoma murinum är en mångfotingart som beskrevs av Ribaut 1927. Xystrosoma murinum ingår i släktet Xystrosoma och familjen Chamaesomatidae. Inga underarter finns listade i Catalogue of Life.